# Oswald Holzach
Oswald Holzach (* vor 1452; † 1495) war ein Basler Kaufmann und Politiker.

## Leben
Oswald Holzach erlernte wie sein Vater Henman zuerst in Basel den Beruf des Spenglers und war zu Schmieden zünftig. Später betätigte er sich als Kaufmann. 1452 erwarb er das Zunftrecht zum Schlüssel und 1454 das zu Safran. 1474 wurde er Zunftmeister der Safranzunft. 1481 erlangte er als erster Zunftvertreter das Amt des Oberstzunftmeisters (zweithöchstes Amt in Basel nach dem Bürgermeister).